# Pyramide du Louvre
La pyramide du Louvre est une pyramide constituée de verre et de métal, située au milieu de la cour Napoléon du musée du Louvre à Paris. Elle abrite l'entrée principale du musée. Elle a été inaugurée une première fois par le président de la République François Mitterrand le 4 mars 1988, et une seconde fois le 29 mars 1989.
Commandée par François Mitterrand en 1983, la pyramide a été conçue par l'architecte sino-américain Ieoh Ming Pei. La structure métallique qui supporte le parement en verre est faite d'acier et d'aluminium et pèse 200 tonnes ; elle s'élève à 21,64 mètres sur une base carrée de 35,42 mètres de côté. Elle est recouverte de 603 losanges et de 70 triangles en verre et est la première grande construction à utiliser le verre feuilleté.
La pyramide a suscité une grande controverse lors de la présentation de son projet en 1984.

## Contexte
Le 24 septembre 1981, le président de la République François Mitterrand annonce lors d'une conférence de presse son intention d'installer le musée du Louvre dans la totalité du palais, une partie étant alors occupée par le ministère des Finances. Le but de Mitterrand est de faire du Louvre un « musée de masse », d'engager une révolution muséographique. En octobre 1982, Émile Biasini est nommé responsable du projet Grand Louvre qui s'inscrit dans le cadre des Grands Travaux (Grandes Opérations d'Architecture et d'Urbanisme) dont l'idée est lancée le 27 juillet 1981. Sans recourir à la procédure du concours d'architecture ou de l'appel d'offre, François Mitterrand choisit l'architecte Ieoh Ming Pei qui accepte la commande en juin 1983 et propose un plan qui envisage d'utiliser la cour Napoléon comme nouvelle entrée centrale (un hall d'accueil central étant une amélioration depuis longtemps nécessaire destinée à faciliter l'accès du public qui se faisait par la porte de l'aile Denon, entrée insuffisante pour un tel projet), qui donnerait accès non seulement aux salles existantes, mais aussi aux espaces libérés de l'aile Richelieu.

### Idée datant duXIXesiècle
Une pyramide dans la cour Napoléon a initialement été proposée pour les célébrations de la Révolution française, notamment pour le centenaire (projet de pyramide cyclopéenne de l'architecte Louis-Ernest Lheureux de style néo-aztèque, pour 1889). On retrouve aussi cette idée dans un petit fascicule « Mémoires sur deux grandes obligations à remplir par les Français » écrit par Bernard-François Balzac et édité en 1809. Une de ces obligations était d'élever, dans la cour du Louvre, une pyramide qui serait un monument national de reconnaissance à l'Empereur (Napoléon). Il est possible que l'architecte Ieoh Ming Pei ait été mis au courant de cette proposition quand il a choisi la forme d'une pyramide.

### Conduite de la proposition
Dans le premier projet présenté à François Mitterrand par Ieoh Ming Pei le 21 juin 1983, la pyramide est intégrée dans son projet définitif en 1984 : le but est de construire un grand hall d'entrée lumineux avec une forme contrastant avec les bâtiments alentour.
Marcel Herfray, commissaire du gouvernement et attaché principal de l'administration centrale, est le directeur juridique de l'opération.

### Construction

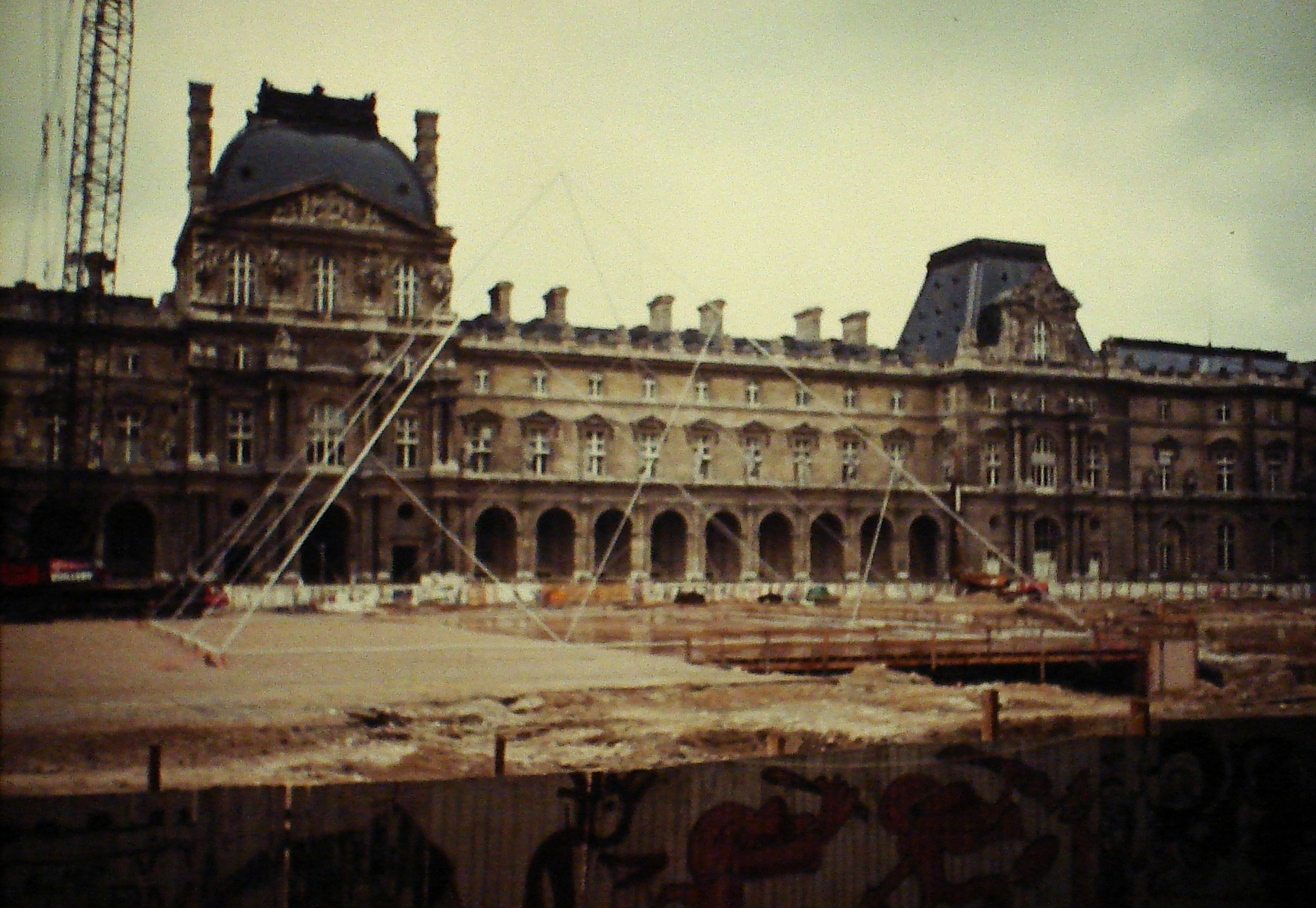
Construction de la pyramide en 1985.

La pyramide du Louvre est construite entre 1985 et 1989. Elle a été une première fois inaugurée le 4 mars 1988 par François Mitterrand, puis une seconde fois le 29 mars 1989 ; à l'occasion de l'ouverture au public, une cérémonie plus modeste, avec coupe du ruban, a eu lieu en présence du président.

## Controverses

Comparaison des profils approximatifs de monuments notables de forme pyramidale ou presque pyramidale.

L'annonce officielle du projet a lieu lors de l'audition de M. Pei le 23 janvier 1984 devant la Commission nationale des monuments historiques, dont il ressort décontenancé face à la perplexité des membres de la Commission. Le projet est rendu public le lendemain dans une manchette de France-Soir titrant : « Le nouveau Louvre fait déjà scandale ». Publiée en première page du quotidien, la photo de la pyramide suscite une grande polémique. Une grande partie de la presse est aussi haineuse : « Degré Zéro de l'architecture » selon Pierre Vaisse du Figaro, « Appel à l'insurrection » pour Jean Dutourd,. Les adversaires du projet, tel l'historien d'art André Fermigier — qui écrivit un violent éditorial à charge, « Le zircon » — comparent alors la pyramide à une « Maison des morts », à un « entonnoir », évoquant tour-à-tour cet objet tout droit sorti de « Disneyland » ou d'un « Luna Park ». Nombreux sont ceux qui trouvent que cet édifice futuriste est d'un style international. Certains le qualifient de « passe-partout » et hors du contexte classique du Louvre. La pyramide empêche de voir le bâtiment d'origine dans sa totalité à partir de la Cour Napoléon ou de l'Arc de triomphe du Carrousel. Tout aussi nombreux sont ceux qui apprécient la juxtaposition contrastée des styles architecturaux, la fusion du classique avec le contemporain.
Le projet doit non seulement faire face à des protestations des milieux conservateurs, mais aussi d'une partie de la droite qui porte l'affaire sur le terrain politique, la presse surnommant à cette occasion François Mitterrand  « Mitteramsès » ou « Tontonkhamon ». En 1984 se crée une Association pour le renouveau du Louvre, sous l'impulsion de l'ex-secrétaire d'État Michel Guy, qui combat le projet de la pyramide de verre. François Mitterrand fut notamment accusé d'avoir voulu faire la promotion de la franc-maçonnerie par ces pyramides,,.
Cependant, la pyramide ne coupe pas la perspective de l'axe historique, puisque cet axe ne débute pas à la cour carrée, mais à la statue équestre de Louis XIV, située dans la cour Napoléon. L'axe du Palais du Louvre est en effet décalé de 6,3° par rapport à l'axe du jardin des Tuileries et des Champs Élysées. La presse, pourtant informée, ne fait aucune allusion à l'idée directrice de Pei, selon laquelle la pyramide s'inspire de la géométrie des jardins de Le Nôtre.
Le Nouvel Observateur contre-attaque en mars 1985 avec une série d'articles soutenant le projet de l’architecte Pei.
La « bataille de la pyramide » ne s'achève qu'en 1986 lorsque Jacques Chirac, maire de Paris et Premier ministre, est définitivement convaincu du projet après la mise en place d'une simulation grandeur réelle du volume de la pyramide par des câbles en Téflon (maquette réalisée le 1er mai 1985 au centre de la Cour Napoléon) et l'acceptation de sa demande d'un parking souterrain pour libérer les quais de la Seine des cars de tourisme.
Le projet originel prévoyait d'ériger une statue sur le pilier central, au cœur de la pyramide. François Mitterrand voulut laisser le choix de l'œuvre à Anne Pingeot (mère de sa fille Mazarine et ancienne conservatrice du département des sculptures du musée), qui proposa Le Penseur de Rodin,. Un essai fait avec une réplique de plâtre montra que de l'extérieur l'effet de surface était parfait, mais que depuis l'accueil, vu d'en bas, Le Penseur semblait assis sur un pot, le mauvais goût ressortait immédiatement ; en raison de cet aspect scatologique, la statue ne fut pas installée,,. Également envisagé, Le Coq de Brancusi fut écarté parce qu'il n'était pas à l'échelle et aucune solution de remplacement ne fut trouvée,,.

## Architecture

### Pyramide du Louvre

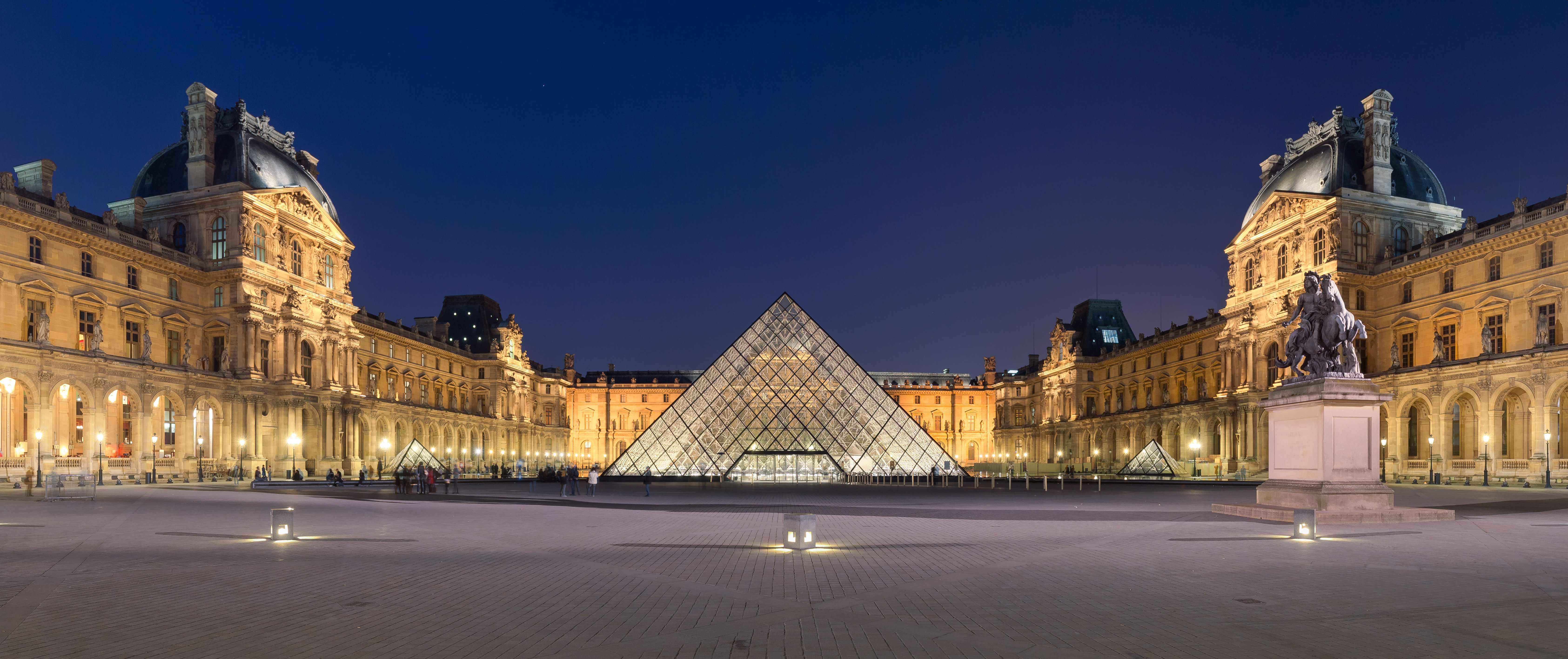
La cour Napoléon du Musée du Louvre et sa pyramide, à la tombée de la nuit.

La grande pyramide est entourée de trois répliques plus petites constituant des puits de lumière  et d'une cinquième pyramide, inversée, construite sous le Carrousel du Louvre.
Elle est constituée d'une structure d'acier de 95 tonnes et d'un châssis en aluminium de 105 tonnes. Sa structure est composée d’un maillage de 2 100 nœuds, de 6 000 barres, de 603 losanges et 70 triangles de verre dont le vitrage a une épaisseur de 21 mm. En réalité, il y a peu de vrais losanges, la plupart des pièces sont des parallélogrammes qui sont presque des losanges et qui, en perspective, donnent l'impression d'être des losanges. Sa surface à la base est de 1 254 m2, la largeur de son carré de 35,42 mètres ; la surface totale des quatre faces inclinées est environ 1 981 m2. La pyramide mesure 21,64 mètres de hauteur tandis que les trois répliques, entourant la pyramide principale bordée de bassins d'eau triangulaires, n'en font que cinq. La cinquième mesure sept mètres de hauteur. 
L'architecte Ieoh Ming Pei avait des exigences strictes en matière de résistance mécanique, de transparence et de couleur du verre. Le choix s'est finalement porté sur un verre sodocalcique classique avec une teneur en fer très faible, inférieure à 200 ppm, afin d'éviter toute teinte résiduelle indésirable. Pour parvenir à cette transparence optimale, la décoloration au sélénium a été privilégiée, car elle offrait une alternative plus sûre que la décoloration au manganèse, qui présentait des risques de solarisation sous l'effet des rayons UV. Le contrôle précis du rédox pendant le processus d'élaboration était essentiel pour garantir la décoloration efficace du verre. De plus, le choix du procédé de fabrication a été déterminant : plutôt que d'utiliser le procédé "float" standard, l'élaboration du verre s'est faite via le procédé de glace polie, suivi d'une étape de laminage pour obtenir la bonne épaisseur. Cette approche a permis de répondre aux exigences spécifiques de la conception de la pyramide, assurant sa légèreté, sa solidité et son esthétique inégalées.

### Pyramide inversée
La Pyramide inversée du Louvre est construite dans la même logique constructive mais avec seulement 7 triangles à la base de chaque face. 
Elle est constituée de 84 losanges et 28 triangles.
Cette pyramide inversée ne pouvant pas être directement au contact de l'extérieur car l'eau s'y accumulerait, elle est recouverte par une surface vitrée du même type presque plane, cachée au niveau du sol naturel par les haies au centre de la place du Carrousel.

### Prouesse de la transparence
L'architecte a eu pour exigence que le verre qui compose les facettes de la construction soit le plus transparent possible. Or à l'époque cela représentait un défi technique qui restait à réaliser. 
En effet, tout verre contient des impuretés qui ont la propriété d'absorber d'autant plus de lumière que le vitrage est plus épais. Les principaux responsables de cette absorption de lumière sont les métaux lourds qui s'incorporent à la matière première au cours de la fonte du verre. C'est pourquoi il était très difficile de répondre aux exigences de l'architecte et de livrer un verre le plus incolore possible malgré les 2,1 cm d'épaisseur des plaques. 
I.M.Pei rejetait l'idée d'utiliser les techniques capables de neutraliser les oxydes de fer dont, par exemple, l'ajout d'arsenic, car il savait que ceux-ci solarisent avec le temps ; trop exposés au soleil, ils jaunissent puis brunissent.  
L'entreprise française Saint-Gobain, qui a remporté le marché, a opté pour la fourniture d'un type de verre qui ne soit pas sensible à cet effet.
Afin de répondre au défi, les ingénieurs de l'ancienne Manufacture royale de glaces de miroirs ont produit un verre feuilleté en utilisant la technique d'un four électrique, constitué d'électrodes de graphite, ou de molybdène.

## Contestation du projet

### Partisans et opposants
Ce projet a rencontré des opposants ce à l'instar de la Géode puis des Colonnes de Buren surtout à partir de l'été 1985, ses opposants l'appelant "Tontonmanie" inspirée de l'époque du surnom du président 'Tonton',,.

## Superstitions et pseudo-sciences

### 673 panneaux de verre
La pyramide comporte 673 panneaux de verre, nombre suffisamment proche de 666 pour nourrir les interprétations ésotériques. Une légende urbaine veut que ce nombre de 666 panneaux de verre fut choisi à la « demande expresse » du président Mitterrand, 666 étant selon l'Apocalypse, le  « Chiffre de la Bête ». Cette polémique, née dès 1984, a repris en 2003 lors de la parution du roman de Dan Brown : Da Vinci Code (chapitre 4).

### Méridienne du Louvre

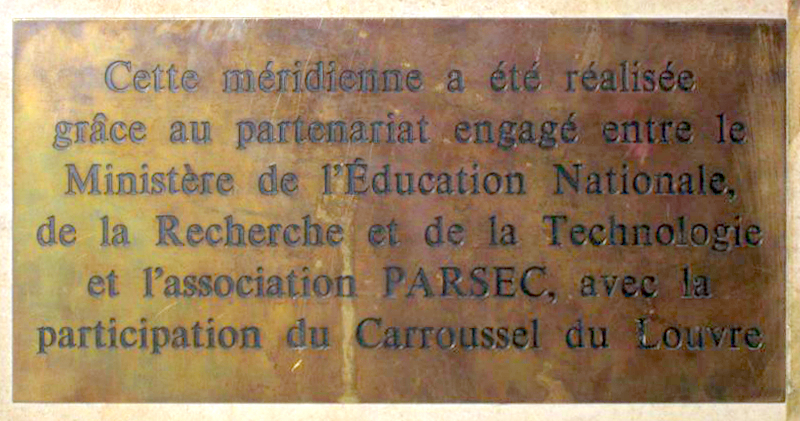
Plaque commémorative de la méridienne du Carrousel du Louvre.

En 1997, une méridienne a été calculée et tracée au pied de la pyramide inversée par l'astronome Jean-Louis Heudier, avec le partenariat de l'association PARSEC. Une plaque, apposée dans la pyramide en témoigne.

## Projets et travaux de rénovation

### Nouvel éclairage
Soucieux de remplacer les 4 500 luminaires qui éclairent la pyramide et les façades du palais et qui arrivent en fin de vie, le musée du Louvre décide de s'équiper d'un nouveau système d'éclairage extérieur à partir de 2011. D'après la firme Toshiba, mécène du Louvre qui met en place ce nouvel équipement à base de leds à haute efficacité énergétique, les installations lumineuses réduisent de 73 % la consommation annuelle d'électricité nécessaire à l'éclairage extérieur.

### Projet «Pyramide»
Au moment de leur inauguration en 1989, les espaces d’accueil du Louvre sont conçus pour accueillir entre 3 et 5 millions de visiteurs. Vingt ans après, la fréquentation du musée s’établit à 9,5 millions de visiteurs. Le sous-dimensionnement se traduit par l'allongement des files d’attente, des difficultés de repérage, des nuisances sonores et incite la direction du Louvre à lancer le projet « Pyramide » qui consiste à réorganiser les accès et le hall d'accueil Napoléon sous la pyramide, de 2014 à 2016.

### Pour en savoir plus
- https://www.inexplore.com/articles/mysterieux-travaux-mitterrand, émission datant de l'été 2017 explorant l'éventuel mystérieux symbolique des travaux du président de l'époque François Mitterrand
- https://www.radiofrance.fr/franceinter/podcasts/l-invite-de-8h20-le-grand-entretien/jean-luc-martinez-dans-l-histoire-des-musees-il-y-a-un-avant-et-un-apres-la-pyramide-du-louvre-7230595,  autre émission de 2019 résumant l'histoire de ces travaux ainsi que leur impact encore aujourd'hui en France
- https://www.rtl.fr/culture/culture-generale/la-pyramide-du-louvre-de-la-polemique-a-l-admiration-7900250104, dernière émission récente aussi sur le même sujet datant de mars 2023